# Leiomioma
Leiomioma é uma neoplasia benigna do músculo liso que quase nunca se torna maligno (leiomiossarcoma). Pode ocorrer em qualquer músculo liso, mas é muito mais frequente no útero, intestino delgado, esôfago e pele. Podem crescer, diminuir ou manter-se do mesmo tamanho. Quando não desaparecem sozinhos, podem ser removidos cirurgicamente, mas a maioria não precisa de tratamento.

## Tipos
São classificados de acordo com o músculo que dá origem ao tumor:
- Leiomiomas intestinais: Os tumores mais comuns do intestino, geralmente são menores a 5 cm e localizados no jejuno.
- Leiomiomas cutâneos múltiplos ou piloleiomioma: Originados dos músculos erectores de pelos.
- Angioleiomioma ou leiomiomas vascular: Originado dos músculos que regulam a pressão nos vasos sanguíneos.
- Leiomioma genital: Originado nos músculos vaginais ou da vulva.
- Leiomioma mamário: Originado na aréola ou no mamilo.

## Fatores de risco
Os leiomiomas podem ser maiores e aparecem mais cedo entre pessoas com os seguintes fatores de risco:
- Mulheres negras;
- Histórico familiar;
- Dietas com muita carne e poucos vegetais;
- Consumo regular de álcool.

## Leiomioma uterino
Leiomiomas do útero ou fibroides uterinos são tumores benignos muito comuns, afetando entre 20% a 40% das mulheres em algum momento da vida, e se desenvolvem na parede muscular do útero (miométrio). Variam muito em tamanho com o tempo, e quando pequenos podem não causar sintomas, mas quando crescem causam muita dor e sangramento. podem incluir dor, sangramento intenso, prolongação da menstruação, redução da fertilidade e pressão pélvica. Em alguns casos crescem tanto que podem fazer a mulher parecer grávida de vários meses. Costumam crescer durante a gravidez e reduzir após a gravidez.

## Leiomioma intestinal
Podem ter 1 a 10 cm de tamanho, a maioria está localizada no jejuno, são geralmente arredondados e bem circunscrito. Frequentemente ulceram e causam sangramento. Seu crescimento intraluminal pode obstruir a passagem do bolo alimentar, causando mal estar, margens da lesão irregulares e aumento dos gânglios linfáticos abdominais. Podem necrosar e calcificar formando uma massa sólida.